# Spilichneumon pernigricornis
Spilichneumon pernigricornis är en stekelart som beskrevs av Heinrich 1971. Spilichneumon pernigricornis ingår i släktet Spilichneumon och familjen brokparasitsteklar. Inga underarter finns listade i Catalogue of Life.